# آبری پیپلز
آبری پیپلز (انگلیسی: Aubrey Peeples؛ زادهٔ ۲۷ نوامبر ۱۹۹۳) یک هنرپیشه و خواننده اهل ایالات متحده آمریکا است. وی از سال ۲۰۰۹ میلادی تاکنون مشغول فعالیت بوده‌است.

## گزیدهٔ آثار

### سینما
- خشم (۲۰۱۴)

### تلویزیون
- آناتومی گری (۲۰۱۳)
- مهره سوخته (۲۰۱۱)